# Hazewinkel

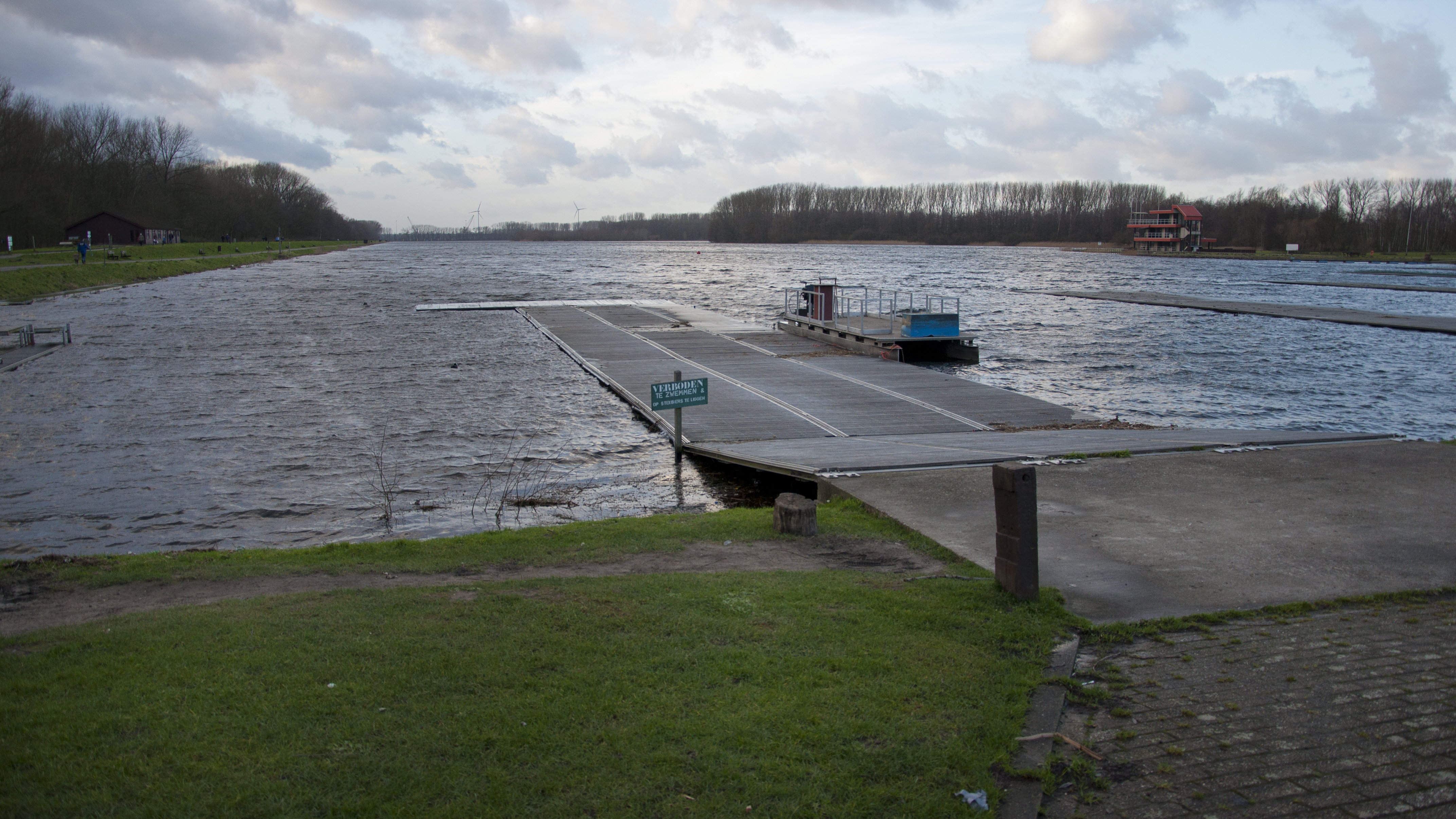
Lago de Hazewinkel

El Hazewinkel es un campo de regatas de remo de 2,000 m en Heindonk, municipio de Willebroek, cercano a Mechelen, Bélgica. El sitio consta de una torre de llegadas, casa de botes, cafetería y ocho cabañas básicas para los atletas locales que entrenan en el lago. La  pista acogía las pruebas para el equipo nacional de remo de Gran Bretaña durante algunos años y el Campeonato Mundial Sub-23 de Remo en los años 1996 y 2006. Ha acogido también dos mundiales de remo (1980, 1985) así como el Campeonato Mundial de Remo Juvenil de 1997
En su zona sur, el lago limita con un humedal que es reserva natural. Los botes de vela de hasta 5 metros de eslora pueden navegar en el lago hacia el norte hasta "De Bocht", dónde está Hazewinkel Club (fundado 1978). Este lago también lo usan miembros del Club de Hazewinkel de Windsurf.
- Datos: Q1993163
- Multimedia: Hazewinkel / Q1993163